# 加拉古索
加拉古索（義大利語：Garaguso），是意大利马泰拉省的一个市镇。总面积38.62平方公里，人口1161人，人口密度30.1人/平方公里（2009年）。ISTAT代码为077009。